# Michal Ševčík
Michal Ševčík (Třebíč, 13 agosto 2002) è un calciatore ceco, centrocampista o ala della Sparta Praga.

## Statistiche

### Presenze e reti nei club
Statistiche aggiornate al 23 ottobre 2023.
| Stagione              | Squadra               | Campionato            | Campionato | Campionato | Coppe nazionali | Coppe nazionali | Coppe nazionali | Coppe continentali | Coppe continentali | Coppe continentali | Altre coppe | Altre coppe | Altre coppe | Totale | Totale |
| Stagione              | Squadra               | Comp                  | Pres       | Reti       | Comp            | Pres            | Reti            | Comp               | Pres               | Reti               | Comp        | Pres        | Reti        | Pres   | Reti   |
| --------------------- | --------------------- | --------------------- | ---------- | ---------- | --------------- | --------------- | --------------- | ------------------ | ------------------ | ------------------ | ----------- | ----------- | ----------- | ------ | ------ |
| ago.-ott. 2020        | Zbrojovka Brno        | 1L                    | 1          | 0          | CRC             | 0               | 0               | -                  | -                  | -                  | -           | -           | -           | 1      | 0      |
| ott. 2020-2021        | Vysočina Jihlava      | FNL                   | 11         | 1          | CRC             | 0               | 0               | -                  | -                  | -                  | -           | -           | -           | 11     | 1      |
| 2021-2022             | Zbrojovka Brno        | FNL                   | 30         | 6          | CRC             | 2               | 2               | -                  | -                  | -                  | -           | -           | -           | 32     | 8      |
| 2022-2023             | Zbrojovka Brno        | 1L                    | 34         | 9          | CRC             | 3               | 1               | -                  | -                  | -                  | -           | -           | -           | 27     | 3      |
| Totale Zbrojovka Brno | Totale Zbrojovka Brno | Totale Zbrojovka Brno | 65         | 15         |                 | 5               | 3               |                    | -                  | -                  |             | -           | -           | 70     | 18     |
| 2023-2024             | Sparta Praga          | 1L                    | 1          | 0          | CRC             | 1               | 1               | UCL+UEL            | 0+0                | 0                  | -           | -           | -           | 2      | 1      |
| Totale carriera       | Totale carriera       | Totale carriera       | 77         | 16         |                 | 6               | 4               |                    | 0                  | 0                  |             | -           | -           | 83     | 20     |

## Palmarès

### Club

#### Competizioni nazionali
- Fotbalová národní liga: 1

Zbrojovka Brno: 2021-2022
- Campionato ceco: 1

Sparta Praga: 2023-2024